# Ленн, Янис
Янис Ленн (фр. Yanis Lenne; род. 29 июня 1996, Кольмар) — французский гандболист, выступает за клуб «Монпелье» и сборную Франции. Старший брат гандболиста Артура Ленна.

## Карьера

#### Клубная
Ленн — воспитанник клуба «Селеста», где начинал карьеру в 2015 году. В 2017 году перешёл в клуб «Барселона», в составе которого стал чемпионом Испании в 2018 году.

#### В сборной
Ленн выступает за сборную Франции с 2016 года. Выступал на чемпионате мира 2023 года.

## Награды
- Чемпион Испании: 2018
- Обладатель кубка Испании: 2018